# Reason to Believe (Pennywise)
Reason to Believe è il nono album di studio del gruppo skate punk statunitense Pennywise. È l'ultimo album della band cantato da Jim Lindberg, che avrebbe annunciato un anno dopo la sua uscita dal gruppo.

## Il disco
L'album è stato pubblicato il 25 marzo 2008 negli Stati Uniti come download digitale gratuito dalla MySpace Records ed in Europa il giorno precedente come CD dalla Epitaph Records, che l'ha pubblicato in versione standard ed in edizione limitata in vinile con due tracce bonus, non disponibili negli altri formati. Il titolo precedentemente scelto per il disco durante la lavorazione era Free for the People.
Alcune copie dell'album presentano l'adesivo del Parental Advisory nella copertina. È la prima volta che un album dei Pennywise presenta tale etichetta, nonostante le produzioni precedenti contenessero profanità.
Il singolo Die for You è disponibile gratuitamente per il download in formato MP3 160Kbps sul MySpace del gruppo.

## Tracce
1. (Intro) As Long As We Can - 3:09
2. One Reason - 2:55
3. Faith and Hope - 3:04
4. Something to Live For - 2:38
5. All We Need - 2:48
6. The Western World - 3:08
7. We'll Never Know - 2:42
8. Confusion - 3:01
9. Nothing to Lose - 2:57
10. It's Not Enough to Believe - 2:38
11. You Get the Life You Choose - 2:52
12. Affliction - 3:19
13. Brag, Exaggerate & Lie - 2:04
14. Die for You - 3:40
15. Next in Line - 2:50 †
16. One Nation ‡
17. Just One More Day - 3:18 ↔

† = Traccia bonus su CD/LP

‡ = Traccia bonus su vinile

↔ = Download gratuito attraverso Textango e Myspace Records dal 25 marzo all'8 aprile

## Formazione
- Jim Lindberg - voce
- Fletcher Dragge - chitarra e voce d'accompagnamento
- Randy Bradbury - basso e voce d'accompagnamento
- Byron McMackin - batteria